# 레디 오어 낫 (비디오 게임)
레디 오어 낫(Ready or Not)은 아일랜드에 본사를 둔 VOID Interactive에서 개발 및 배급하고 마이크로소프트 윈도우용으로 출시한 전술적 1인칭 슈팅 게임이다. 레딩 오어 낫은 범죄가 급증하는 캘리포니아주 로스 수에뇨스라는 가상의 도시에서 경찰 SWAT 팀의 작전을 따른다.
레디 오어 낫은 2021년 12월 17일 스팀 얼리 액세스를 통해 출시되었으며, 이후 2023년 12월 13일 공식 출시되었다. 이 게임은 분위기와 게임 플레이로 호평을 받았으며 유사한 SWAT 시리즈의 정신적 후속작으로 간주되었다. 시에라 엔터테인먼트는 톤과 주제 처리에 대해서도 비판을 받았다.